# Cristatogobius
Cristatogobius is een geslacht van straalvinnige vissen uit de familie van grondels (Gobiidae).

## Soorten
- Cristatogobius albius Chen, 1959
- Cristatogobius aurimaculatus Akihito & Meguro, 2000
- Cristatogobius lophius Herre, 1927
- Cristatogobius nonatoae (Ablan, 1940)
- Cristatogobius rubripectoralis Akihito, Meguro & Sakamoto, 2003